# قزلجه
قزلجه هي بلدة في مقاطعة نوراتا في ولاية نواوي في أوزبكستان.